# Nurminen (ö i Finland)
Nurminen är en ö i Finland.   Den ligger i kommunen Nystad i den ekonomiska regionen Nystadsregionen och landskapet Egentliga Finland, i den sydvästra delen av landet, 220 km väster om huvudstaden Helsingfors. Arean är 0,86 kvadratkilometer.
Terrängen på Nurminen är mycket platt. Öns högsta punkt är 12 meter över havet. Den sträcker sig 1,7 kilometer i nord-sydlig riktning, och 0,9 kilometer i öst-västlig riktning.  I omgivningarna runt Nurminen växer i huvudsak barrskog.